# Judd Gregg
Judd Gregg (Nashua (New Hampshire), 14 februari 1947) is een Amerikaanse politicus. Hij was een Republikeinse senator voor de staat New Hampshire. Eerder was hij gouverneur van diezelfde staat. Op 3 februari 2009 maakte president Barack Obama bekend dat hij Gregg koos als zijn kandidaat voor de post van minister van Handel in zijn kabinet. Op 12 februari 2009 werd bekend dat hij zich terugtrok als minister van Handel.

## Levensloop
Gregg werd geboren als de zoon van Hugh Gregg, die van 1953 tot 1955 gouverneur was van New Hampshire. Hij behaalde zijn Bachelor of Arts in 1969 aan de Columbia-universiteit. Aan de Boston-universiteit haalde hij in 1972 een J.D. en een Meester in de rechten in 1975.
Gregg is getrouwd met Kathleen MacLellan. Samen hebben zij twee dochters en een zoon. In oktober 2003 werd de vrouw van Gregg ontvoerd tijdens een overval bij hen thuis. Zij ontsnapte nadat zij bij de lokale bank gedwongen was om geld van haar rekening te halen. Twee dagen later werden in New Jersey twee verdachten opgepakt en later veroordeeld
Op 20 oktober 2005 won Gregg een bedrag van 850.000 dollar met een lot dat hij gekocht had bij een benzinestation in Washington D.C..

## Politieke carrière
Gregg werd in 1980 gekozen in het Huis van Afgevaardigden. Hij werd tot driemaal toe herkozen. In 1988 stapte hij uit de senaat om mee te doen aan de verkiezingen voor het gouverneurschap. Deze verkiezing won hij en deze positie vervulde hij van 1990 tot 1993.
In 1992 werd hij gekozen als senator en legde zijn gouverneurschap neer. Zowel in 1998 als in 2004 werd hij herkozen. In januari 2005 werd hij gekozen als voorzitter van het U.S. Senate Committee on Budget. Als voorzitter van deze commissie is hij een warm pleitbezorger van lagere overheidsuitgaven.
Tijdens de presidentsverkiezingen van 2004 was hij sparringspartner van president George W. Bush, door tijdens oefendebatten John Kerry, de Democratische opponent van Bush te spelen. In 2000 had hij dezelfde rol, maar dan in de rol van Al Gore, de toenmalige opponent.
Gregg werd in februari 2009 gevraagd als minister van Handel in de regering van Barack Obama. Hij zegde eerst toe, maar trok zich een paar dagen later alsnog terug, omdat hij zich volgens eigen zeggen niet kon vinden in de plannen van de president ter bestrijding van de kredietcrisis.
In 2010 stelde Gregg zich niet meer verkiesbaar voor de Senaat. Op 3 januari 2011 verliet hij de Senaat.
- Gemeinsame Normdatei: 1192943996
- International Standard Name Identifier: 0000 0000 6189 8142
- Library of Congress Control Number: n2009037877
- SNAC: w6dj6gm6
- Biographical Directory of the United States Congress: G000445
- Virtual International Authority File: 90443155
- WorldCat: E39PBJbWrrM8Hhcw7cf3dQkYyd